# Corps médical royal canadien
Le Corps médical royal canadien, en anglais : Royal Canadian Army Medical Corps, est une ancienne unité administrative de l'Armée canadienne.

## Histoire
Le Service médical de la milice est créé en 1898 et se compose d'un Service médical de l'armée (officiers) et d'un Corps médical de l'armée (autres grades). Sir F.W. Borden est nommé colonel honoraire du Canadian Army Medical Corps de la milice le 1er août 1901.
Le personnel médical régimentaire de la milice active permanente est absorbé dans le corps le 2 juillet 1904,. L'élément régulier s'appelle Permanent Active Militia Medical Corps (PAMC) et l'élément milice s'appelle Army Medical Corps (AMC). En tant qu'origine d'un corps médical permanent, cette date est depuis lors considérée comme la naissance du Corps de santé royal canadien au titre de l'ancienneté parmi les corps de l'Armée canadienne, après le Corps royal d'intendance de l'Armée, en 1903. Bien que dans la milice, le corps médical ait été la première des branches de soutien à être formée.
Les titres distincts pour les composantes permanentes et non permanentes du corps médical ont été abandonnés lors de la réorganisation du 1er mai 1909. Par la suite, les composantes permanentes (régulières) et non permanentes (de réserve) ont utilisé le titre de « Corps médical de l'armée canadienne » (CMA). La composante régulière du service est rebaptisée « Corps de santé royal canadien » le 3 novembre 1919; la composante milice reçoit le même honneur le 29 avril 1936 et devient le « Corps de santé royal canadien » Ces deux éléments sont réorganisés à des fins administratives après la Seconde Guerre mondiale, le 22 mars 1948, sous le nom de « Corps de santé royal canadien ». Le suffixe de corps « RCAMC » est ajouté à la désignation de toutes les unités du corps à partir de 1944.
L'insigne du RCAMC se compose du bâton d'Asclépios (un serpent enlacé autour d'un bâton) entouré d'une couronne de feuilles d'érable, surmonté de la couronne royale, avec l'inscription « Royal Canadian Army Medical Corps » sur un listel en dessous. L'ancien insigne du CAMC (1909) était identique, à l'exception du préfixe « Royal » sur le listel. L'ancien insigne du Service de santé de l'armée et du Corps de santé de l'armée consistait en une croix de Genève sur une feuille d'érable argentée (1899). L'insigne du Royal Army Medical Corps a été brièvement utilisé par certains membres pendant la période embryonnaire du service (1898).
Après la Seconde Guerre mondiale, une série de bérets colorés a été adoptée, d'autres armes et services portant des bérets bleu nuit, avec un grand « éclair » coloré aux couleurs du corps - cerise terne pour le Corps de santé royal canadien.
La reine Elizabeth Mère est nommée colonel en chef du RCAMC en 1954, à l'occasion des célébrations du 50e anniversaire du corps.

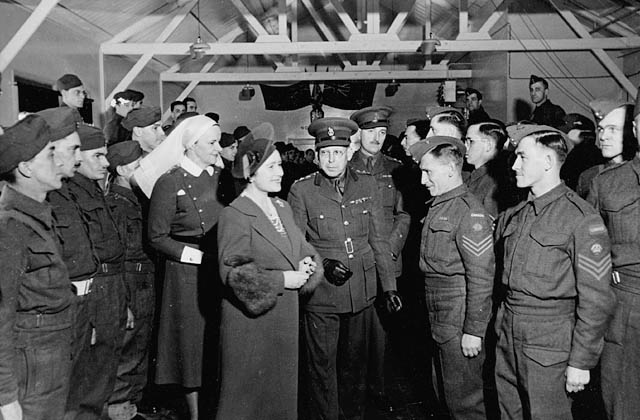
Sa Majesté la reine Élisabeth, qui visite l'Hôpital général canadien no 15 accompagnée de l'infirmière en chef Agnes Neill et du commandant de l'hôpital, parle avec des membres du personnel de cet hôpital (17 mars 1941).

## Infirmières
Les infirmières ont été employées pour la première fois par l'armée canadienne lors de la rébellion du Nord-Ouest, en 1885, étant à l'époque des auxiliaires civiles. Le Canada est l'une des premières nations à faire des infirmières un personnel militaire à part entière, d'abord en tant qu'officiers de la milice (réserve) en 1900, puis en 1906 en tant qu'officiers de la force régulière.

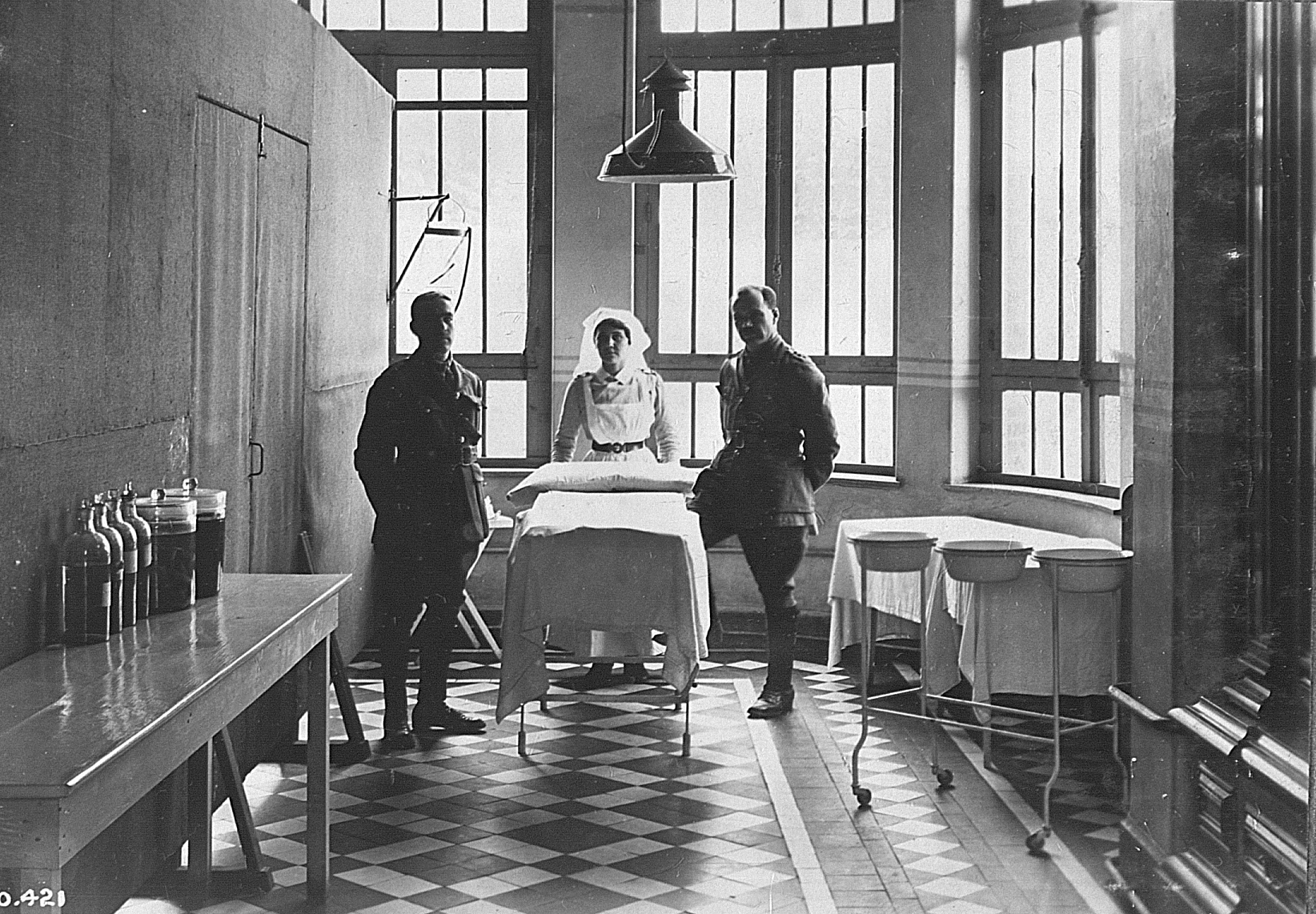
Une infirmière du Corps médical royal canadien et deux soldats durant la Première Guerre mondiale.